# Jacotte Brokken
 (avril 2024).
Pour les articles homonymes, voir Brokken.
Jacotte Brokken est une présentatrice météo belge qui travaille pour la Radiodiffusion et Télévision flamandes (VRT).

## Biographie
Jacotte Brokken est née le 12 février 1993 à Beveren. Elle est diplômée en chimie de l'Université d'Anvers en 2015.
Après ses études, elle a suivi une formation d'enseignant et a obtenu un diplôme en création de contenu numérique de l'Arteveldehogeschool en 2019. La même année, elle débute à la VRT en tant que créatrice numérique où elle a contribué à diverses émissions et projets, entre autres, Culture Club sur Radio1, VRT Innovatie et De Warmste week. Cette année-là, elle participe également au Studio Dada, une initiative de Studio Bruxelles destinée à la promotion des nouveaux talents radiophoniques.
En collaboration avec l'Olympiade flamande STEM et le magazine Eos, elle a créé le vlog scientifique Weet je Watt ? destiné à éduquer les jeunes et les enseignants.
En 2023, Brokken reprend le flambeau du présentateur météo Frank Deboosere, qui prend sa retraite le 20 mars, et fait ses débuts à l'antenne avec son premier bulletin météo le 3 avril 2023. Elle assure la présentation des prévisions météo de la VRT deux jours par semaine à la radio, à la télévision et en ligne.
En automne 2023, elle est finaliste de l'émission De Slimste Mens ter Wereld, aux côtés de Guga Baúl et Charlotte Adigéry.